# تأثير جائحة كورونا في تعليم الإناث
أثَّرت جائحة كورونا تأثيرًا كبيرًا في تعليم الإناث. يعود تعليم الإناث إلى الأعراف الاجتماعية غير المتكافئة والأشكال المحددة للتمييز الذي تواجهه الفتيات. وفي عام 2018، كانت 130 مليون فتاة في جميع أنحاء العالم غير ملتحقات بالمدارس، وكانت اثنتان فقط من كل ثلاث فتيات مسجلات في التعليم الثانوي. قد تزيد جائحة كورونا من اتساع الفجوات وتهدد بتعطيل أكثر من 11 مليون فتاة. إضافةً إلى ذلك، من غير المرجح أن تتمكن الفتيات من الوصول إلى الإنترنت والتعلم عبر الإنترنت.
لا تزال توجد عقبات عديدة تعوق الفتيات في سن المراهقة من الوصول إلى التعليم في بعض أنحاء العالم، متضمنةً استمرار المعايير غير المتكافئة بين الجنسين. يؤدي ذلك إلى تفضيل تعليم الأولاد والعنف الجنسي والجنساني في بيئات المدارس والقيود المفروضة على الصحة والحقوق الجنسية والإنجابية وزواج القاصرات والحمل المبكر والقيود المفروضة على حرية المراهقات في التنقل من سن البلوغ فصاعدًا أيضًا، فضلًا عن إثقال كاهلهم بالرعاية غير مدفوعة الأجر والعمل المنزلي. يشكل أيضًا الافتقار إلى البنية التحتية الملائمة، وخاصة مرافق الصرف الصحي في المدارس، عقبة رئيسية أمام تعليمهن.
يتأثر التعليم، ولا سيما تعليم الفتيات، بشدة كلما اندلعت وتطورت أزمة اقتصادية أو سياسية أو أمنية أو صحية. وهو جزء أساسي من الحل لإعادة الإعمار والتنمية المستدامة للمجتمعات.

## العواقب الوخيمة لإغلاق المدارس

### مخاطر ترك التعليم
قدرت منظمة اليونسكو أن أكثر من 11 مليون تلميذة معرضات لخطر ترك الدراسة. وتشير تقديرات أخرى إلى أن الرقم أعلى حيث يصل إلى 20 مليون فتاة وشابة في البلدان المنخفضة والمتوسطة الدخل.
من الصعب التنبؤ بتأثير جائحة كورونا على الفتيات العائدات إلى المدرسة. قدّرت مؤسسة ملالا لحقوق الفتيات في التعليم أن 20 مليون فتاة إضافية في سن المدرسة الثانوية في البلدان المنخفضة والمتوسطة الدخل قد تكون خارج المدرسة. قدر البنك الدولي أن سبعة ملايين طالب في المدارس الابتدائية والثانوية معرضون لخطر ترك الدراسة، مع زيادة بنسبة 2٪ في عدد السكان غير الملتحقين بالمدارس. قدرت منظمة إنقاذ الطفولة أن ما بين 7 إلى 9.7 مليون طفل معرضون لخطر ترك الدراسة نتيجة لارتفاع مستويات فقر الأطفال.
على الرغم من أن الأرقام ليست مؤكدة حتى الآن، فإنه من الواضح أن إغلاق المدارس بسبب فيروس كورونا ستكون له آثار مدمرة على مستقبل الفتيات، إضافةً إلى تداعيات بين الأجيال على مستوى الصحة والتغذية والنمو الاقتصادي والعديد من النتائج الأخرى.

### تفاقم العنف الأسري والزواج القسري
تتعرض الفتيات في سن المراهقة بصفة خاصة لخطر العنف المنزلي والتسلط عبر الإنترنت والعنف الجنسي في أثناء عمليات الحجر الصحي، إذ يؤدي الحجر الصحي إلى تفاقم العنف المنزلي. في فرنسا، على سبيل المثال، زادت حالات العنف المنزلي المبلغ عنها بنسبة 30 بالمئة،  وتشير التقديرات الأولية إلى أن أزمة كورونا يمكن أن تؤدي إلى نحو 13 مليون حالة زواج مبكر في العقد المقبل، وتؤدي كل ثلاثة أشهر إضافية من الحجر الصحي، إلى 15 مليون حالة أخرى من العنف الجنساني.

### التثقيف الجنسي الشامل في خطر
أدت أزمة الإيبولا في غينيا وليبيريا وسيراليون في الفترة من 2014 إلى 2016 إلى زيادة بنسبة 75 بالمئة في وفيات الأمهات، ويرجع ذلك أساسًا إلى الحمل المبكر وغير المقصود. يمكن لأزمة كورونا أن تمتلك عواقب مماثلة في بعض السياقات.
يجري التعرف على أهمية التربية الجنسية الشاملة في إطار رصد أهداف التنمية المستدامة (الأهداف 3 و4 و5 من أهداف التنمية المستدامة). وفقًا للأمم المتحدة، فإن التربية الجنسية الشاملة هي «عملية قائمة على المناهج الدراسية للتعليم والتعلم بشأن الجوانب المعرفية والعاطفية والجسدية والاجتماعية للجنس. وهي تهدف إلى تزويد الأطفال والشباب بالمعرفة والمهارات والمواقف والقيم التي ستمكّنهم من تحقيق صحتهم ورفاههم وكرامتهم وتطوير علاقات اجتماعية وجنسية محترمة  والنظر في كيفية تأثير اختياراتهم على رفاههم ورفاهية الآخرين وفهم وضمان حماية حقوقهم طوال حياتهم».

## التوصيات
في سياقات الأزمة والهشاشة، يقترح تقرير «بكين + 25: تبدأ المساواة بين الأجيال بتعليم الفتيات في سن المراهقة».
الخطة الدولية الفرنسية ووزارة أوروبا والشؤون الخارجية واليونسكو لعام 2020، هي توصيات موجهة إلى جميع أصحاب الشأن المشاركين في سياسات وبرامج تعليم الفتياة في سن المراهقة وعلى نطاق أوسع، عبر مبادرات لتعزيز المساواة بين الجنسين وأهداف التنمية المستدامة كلها.
تأخذ هذه التوصيات الحالات والمخاطر التي تواجهها الفتياة في سن المراهقة في عين الاعتبار، متضمنة مخاطر ترك الدراسة إلى الأبد والعنف الذي تفاقم بسبب أزمة كورونا الصحية.
- تشجيع الشراكات بين أصحاب المصلحة في المجال الإنساني والإنمائي من أجل تلبية الاحتياجات التعليمية المحددة للفتيات بنحو أفضل وضمان ذهاب الفتيات والفتيان إلى المدرسة أو عودتهم إليها، حيث يكونون آمنين وفي ظروف جيدة للتعلم.[1]
- جمع بيانات مصنفة حسب الجنس والعمر عن معدلات الإصابة والاعتلال والوفيات المتعلقة بجائحة كورونا، والعمل مع المدارس لوضع وتنفيذ خطط عمل لإعادة الفتيات إلى المدارس وتقييم خطط الاستجابة القُطرية.[1]
- تقديم حلول التعلم عن بعد في حالة إغلاق المدارس باستخدام تقنيات بسيطة ومتقدمة، من أجل ضمان استمرارية التعليم وعدم تفاقم الفوارق القائمة للفتيات في سن المراهقة، متضمنةً المهارات التقنية والفجوة الرقمية.[1]